# Goethe-Haus

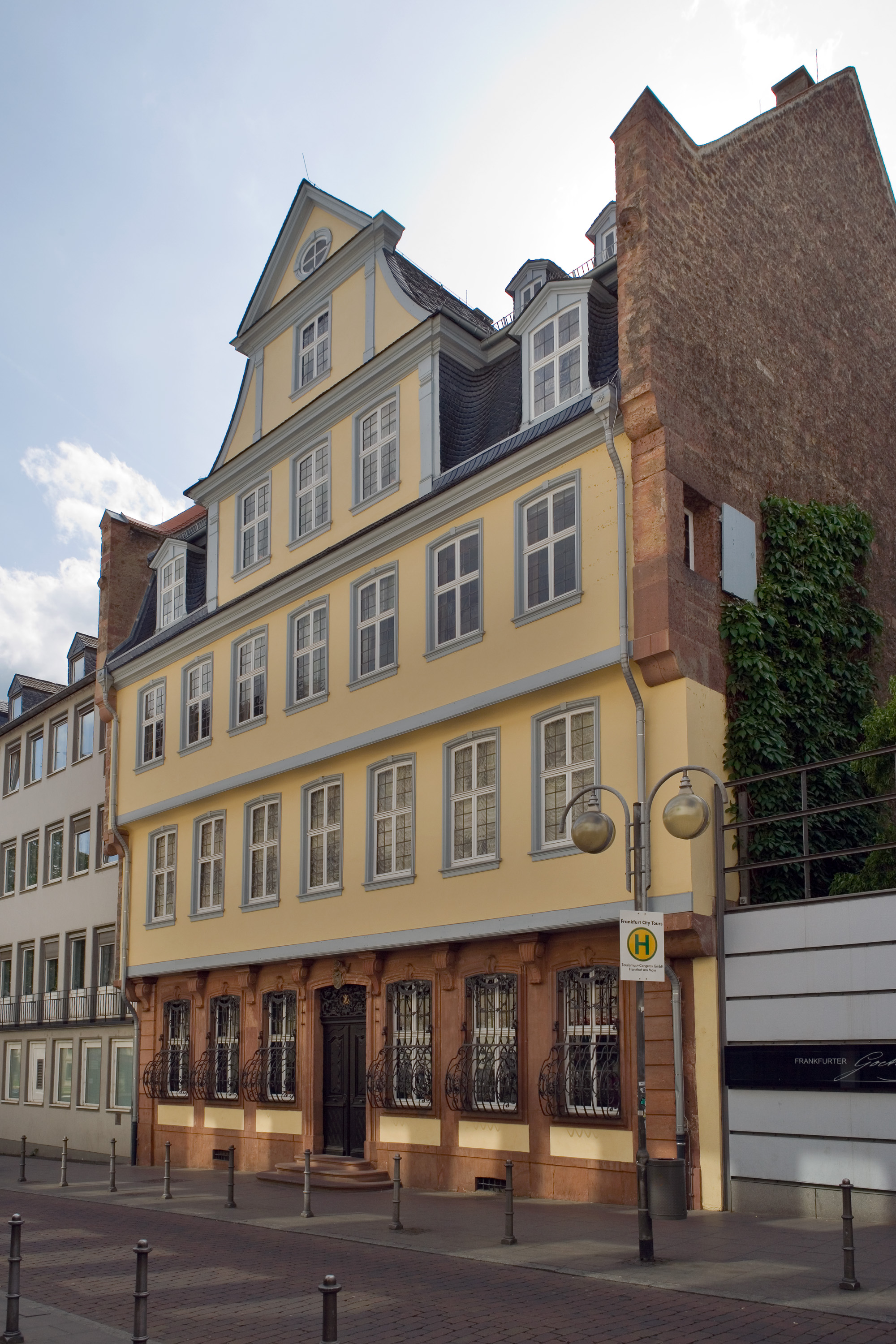
Goethe-Haus, Großer Hirschgraben 23 in Frankfurt (2009)

Das Goethe-Haus in der Innenstadt von Frankfurt am Main ist eine originalgetreue Rekonstruktion des im Zweiten Weltkrieg zerstörten Hauses, das bis 1795 der Wohnsitz der Familie Goethe war.

## Geschichte

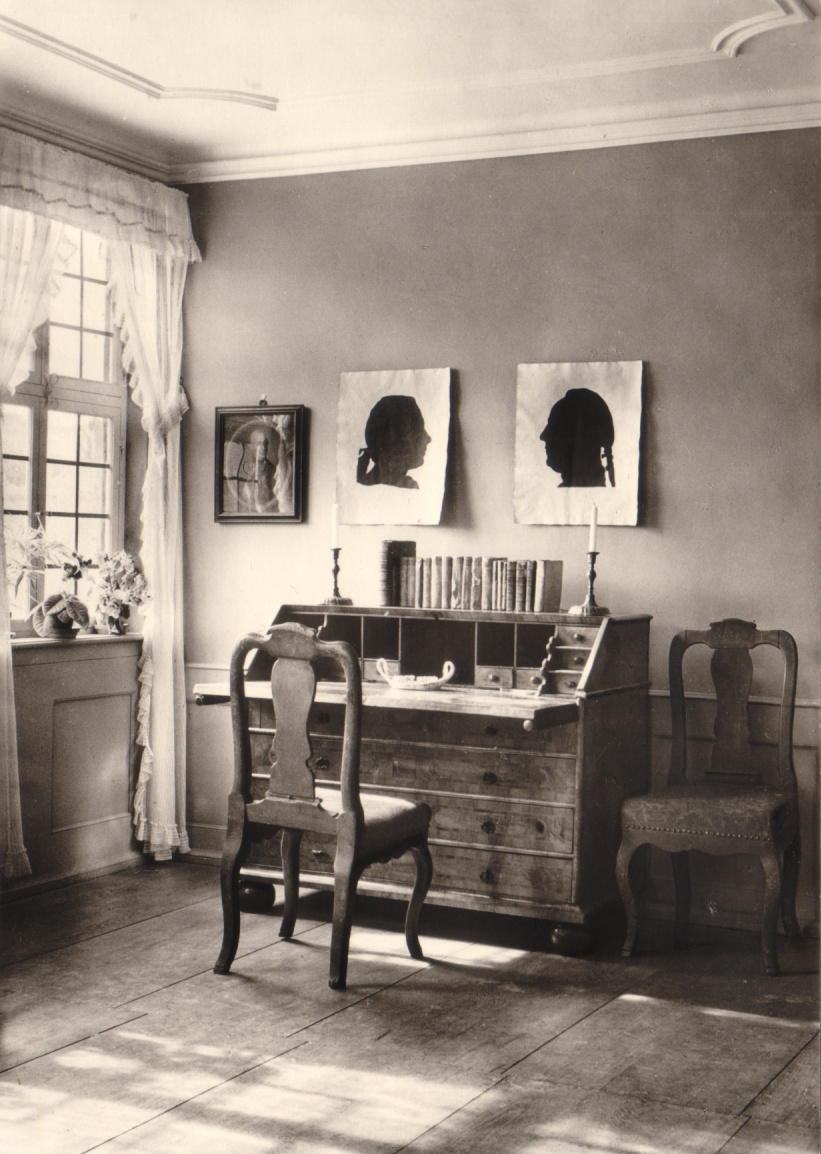
Das Dichterzimmer

### Geburtshaus Goethes und Gedenkstätte
Johann Wolfgang Goethe wurde 1749 hier am Großen Hirschgraben in Frankfurt geboren. Sein elterliches Haus bestand damals aus zwei engen, miteinander verbundenen Fachwerkhäusern, die von der Großmutter Cornelia Goethe 1733 als Witwensitz erworben worden waren. Nach ihrem Tod ließ der Vater, der Kaiserliche Rat Johann Caspar Goethe, 1755/56 über den Kellern der alten Häuser einen repräsentativen, viergeschossigen Bau im Stil des Spätbarock (Rokoko) errichten. Hier lebte Johann Wolfgang Goethe – mit Ausnahme der Studienjahre in Leipzig 1765/68 und Straßburg 1770/71 –, bis er 1775 nach Weimar ging; seine Jugendjahre hat er in seiner Autobiographie Dichtung und Wahrheit beschrieben. 1795 verkaufte die Mutter Catharina Elisabeth Goethe das Haus samt Einrichtung, da es für sie nach dem Tod des Vaters zu schwer zu bewirtschaften war.
Nach dem Verkauf ging das Haus durch mehrere private Hände. Der letzte Besitzer ließ im Dachgeschoss einen kleinen Goethe-Gedenkraum einrichten. Als es 1863 durch einen größeren Umbau verändert werden sollte, gelang es dem 1859 von Otto Volger gegründeten Freien Deutschen Hochstift, einem wissenschaftlichen Bürgerverein, das Haus zu erwerben. Es wurde sukzessive nach dem Vorbild von historischen Quellen und Goethes Lebenserinnerungen wieder eingerichtet und als eine der ersten Dichtergedenkstätten der Öffentlichkeit zugänglich gemacht.

### Astronomische Uhr

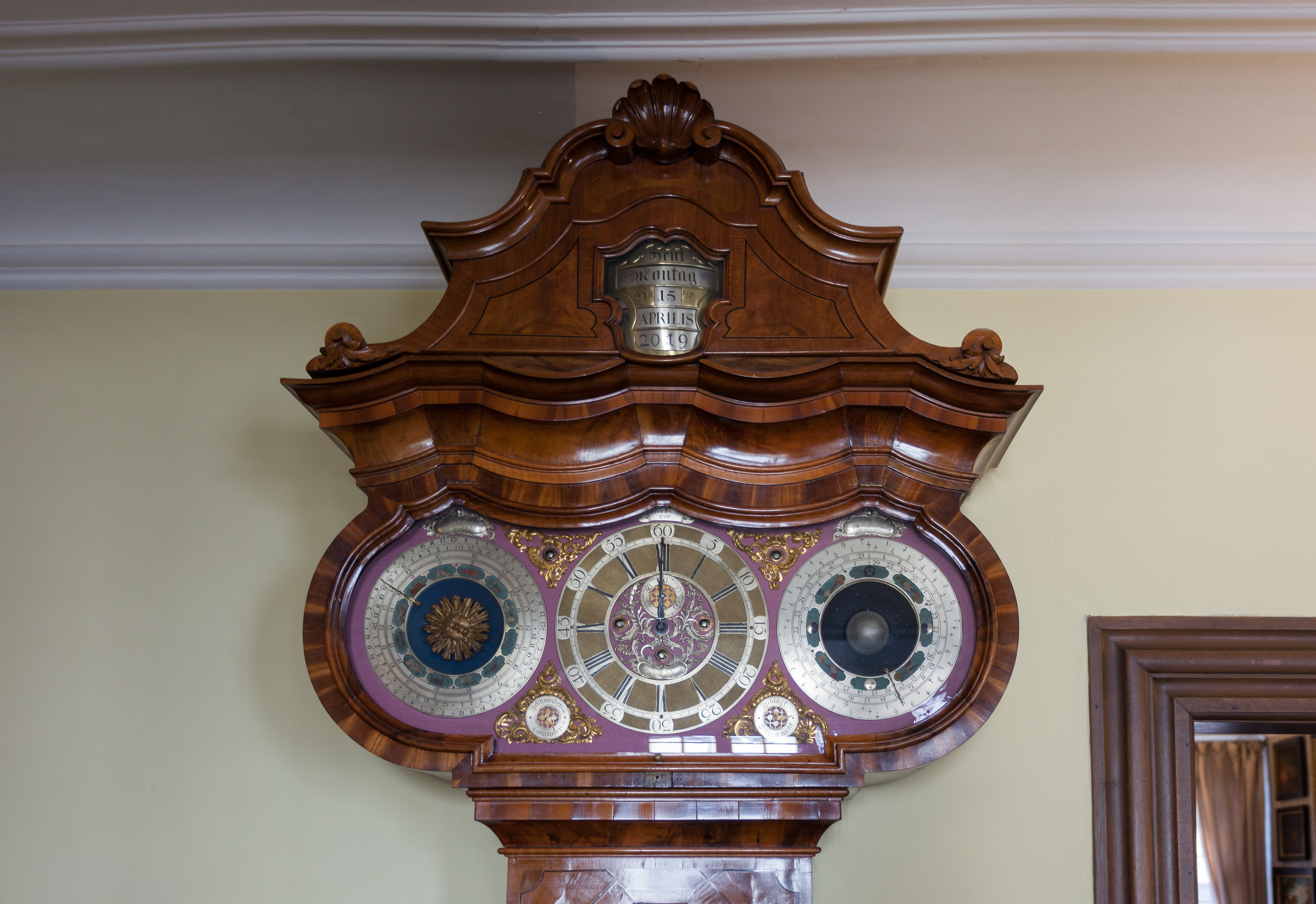
Detail der astronomischen Uhr im Goethe-Haus

Hofrat Wilhelm Friedrich Hüsgen ließ 1746 nach eigenen Plänen von den Gebrüdern Kinzing in Neuwied eine astronomische Uhr erbauen. Hüsgen war ein guter Freund der Familie Goethe. Der junge Johann Wolfgang von Goethe lernte die Uhr in Hüsgens Haus kennen und war davon so beeindruckt, dass er sich noch rund fünf Jahrzehnte später in Dichtung und Wahrheit an die „für damalige Zeiten wenigstens wundersame Uhr“ erinnerte.
1933 konnte das Freie Deutsche Hochstift die sogenannte Hüsgen-Uhr zum Preis von 2000 RM erwerben.
Die Uhr wird heute im Treppenflur des 2. Stocks des Goethe-Hauses präsentiert.

### Kriegszerstörung und Wiederaufbau

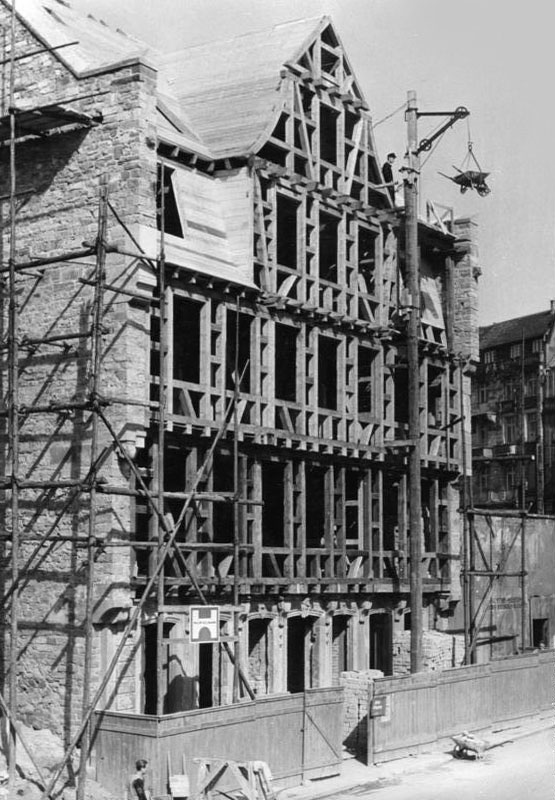
Wiederaufbau im Mai 1949

Bei dem Luftangriff auf Frankfurt vom 22. März 1944, dem 112. Todestag Goethes, wurde der Straßenzug des Großen Hirschgrabens schwer beschädigt und auch das Goethe-Haus durch Fliegerbomben zerstört, wovon es Filmaufnahmen gibt, ebenso wie vom zerstörten Goethemuseum. Das Inventar des Hauses hatte man bereits zuvor ausgelagert, so dass es bis auf wenige Stücke erhalten blieb. Schon 1947 begann die originalgetreue Rekonstruktion durch den Architekten Theo Kellner; 1951 fand die feierliche Eröffnung statt. Die während des Kriegs ausgelagerten Schätze an Möbeln, Kunst- und Gebrauchsgegenständen, Büchern, Bildern und Handschriften konnten in Goethes Elternhaus heimkehren.
Über die Sinnhaftigkeit der Rekonstruktion gab es nach 1945 eine große Debatte. Stadtbaudirektor und Planungsamtsleiter Werner Hebebrand und Stadtbaurat Eugen Blanck lehnten den Wiederaufbau des Goethe-Hauses ab, desgleichen tat dies der katholische Publizist Walter Dirks. Eine Umfrage des Deutschen Werkbundes Hessen vom Frühjahr 1947 unter Architekten und Kunsthistorikern erbrachte das gleiche Ergebnis, und das erste Heft der Zeitschrift „baukunst und werkform“ veröffentlichte als Grundsatzforderung für den Wiederaufbau: „Das zerstörte Erbe darf nicht historisch rekonstruiert werden, es kann nur für neue Aufgaben in neuer Form entstehen.“
Auf der Seite der „Rekonstruktionisten“ standen unter anderem der Nobelpreisträger Hermann Hesse, der Philosoph Karl Jaspers und der aus der Emigration heimgekehrte Großindustrielle Richard Merton. Sie argumentierten, dass nicht nur Bauteile, sondern vor allem die historische Ausstattung des Hauses erhalten geblieben waren, diese würde, neutral in einem modernen Museum präsentiert, niemals die gleiche Wirkung entfalten wie in der ursprünglichen Umgebung. Zudem war durch die sehr gute, vor der Zerstörung angefertigte Dokumentation ein wirklich originalgetreuer Wiederaufbau möglich, der möglichst mit authentischem Material und originaler Handwerkstechnik erfolgen solle. Letztlich setzten sich die Anhänger der Rekonstruktion durch. Der Wiederaufbau war 1951 abgeschlossen.

Einige der Innenräume
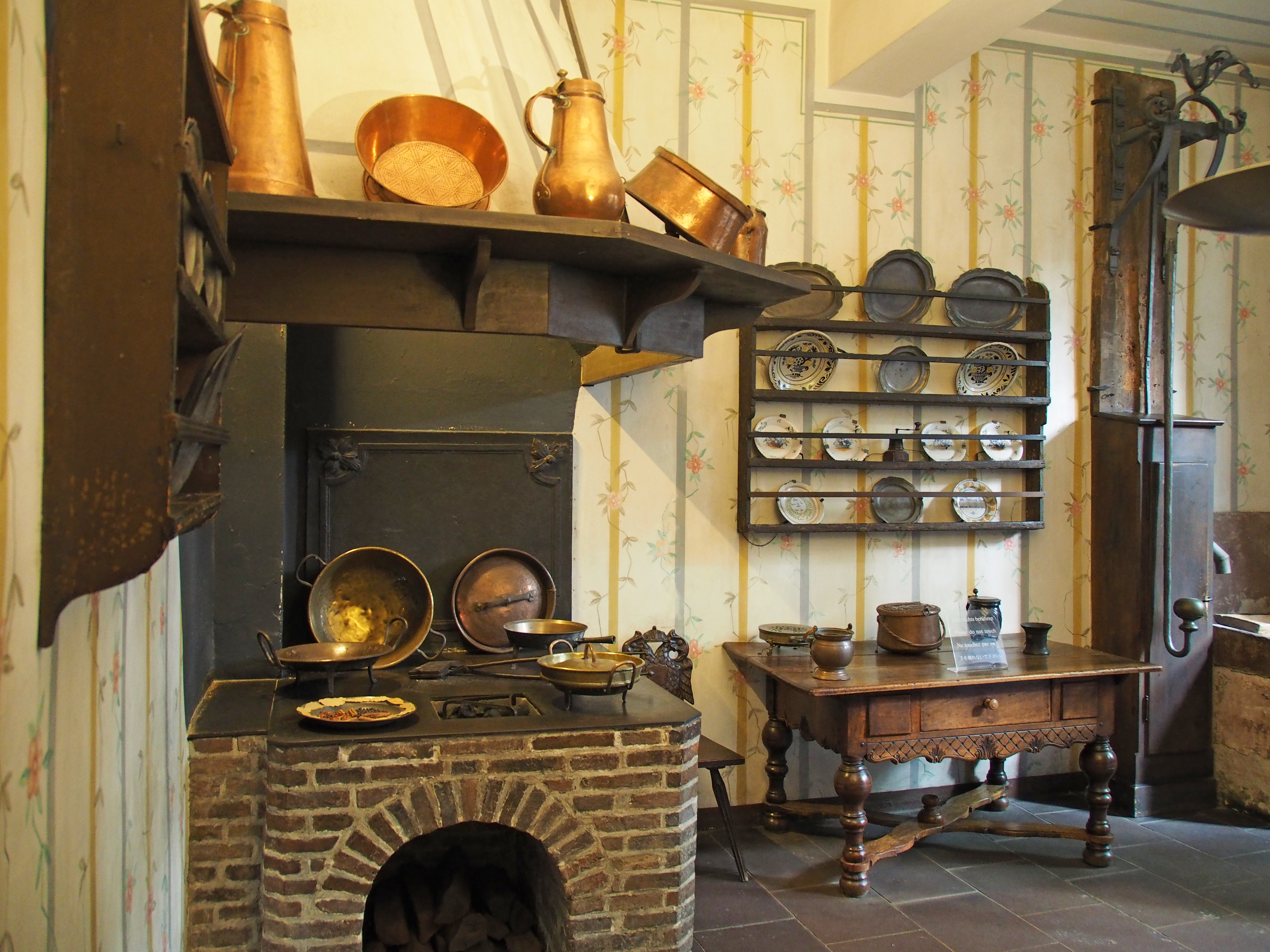
Die Küche mit Wasserpumpe
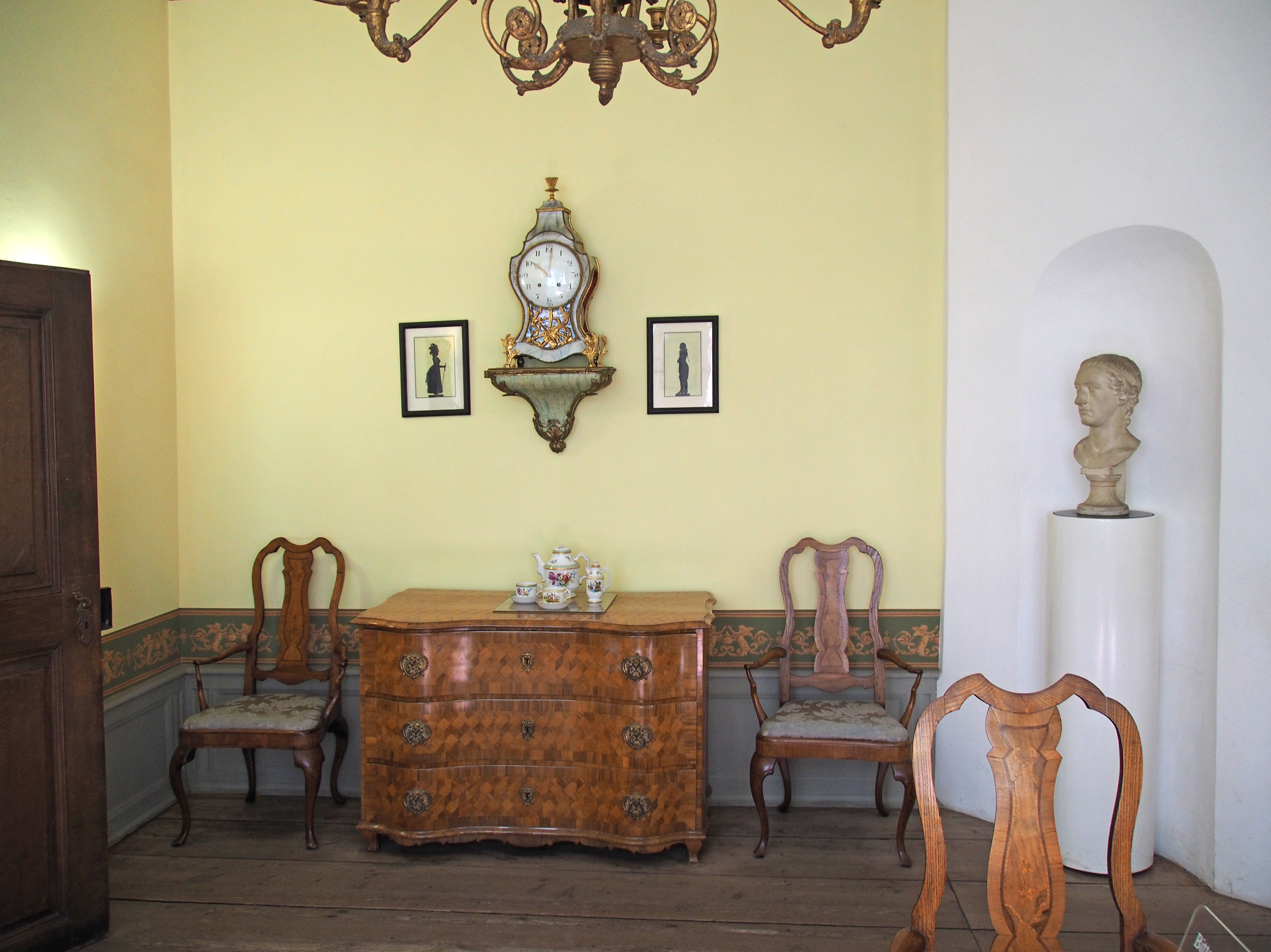
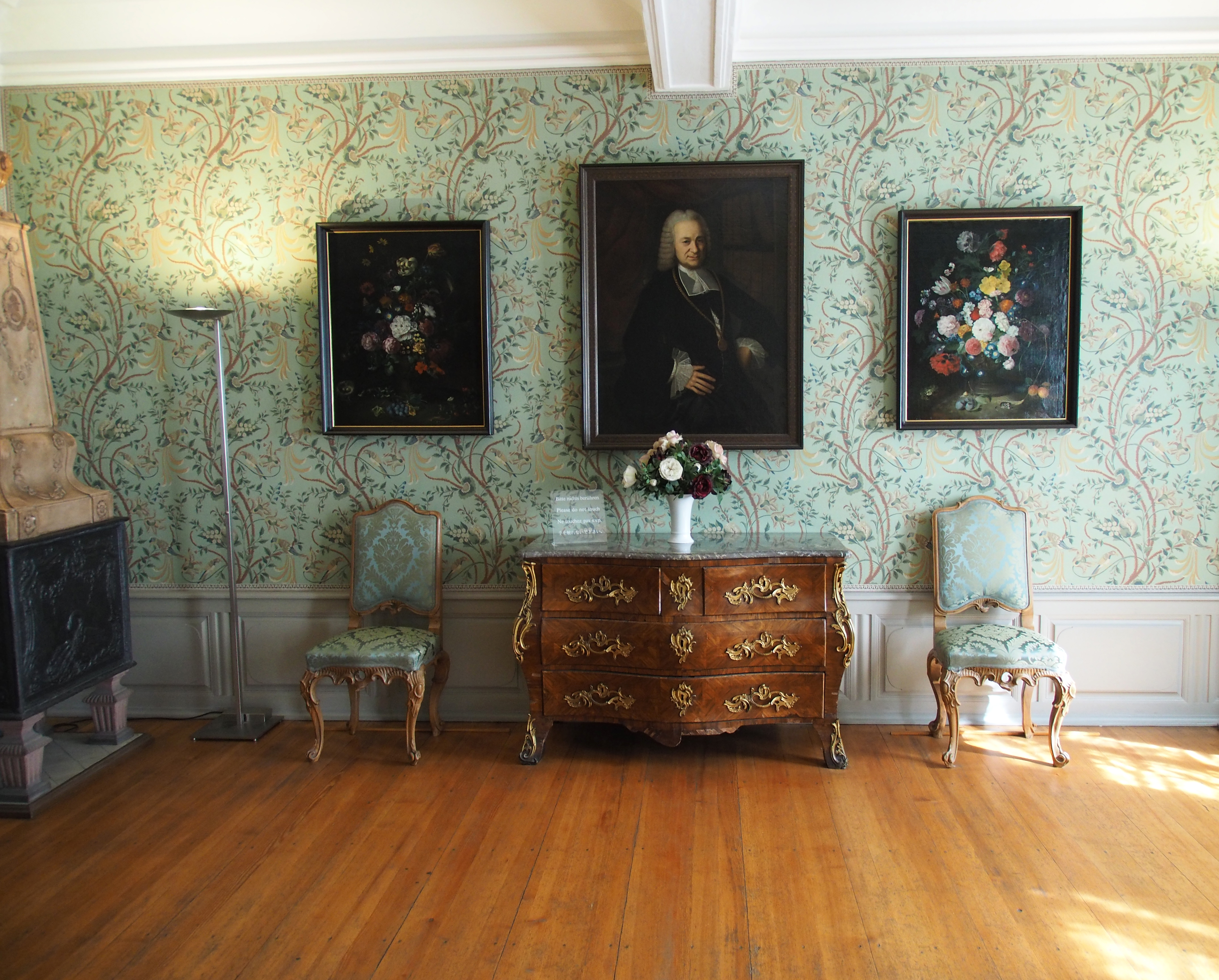
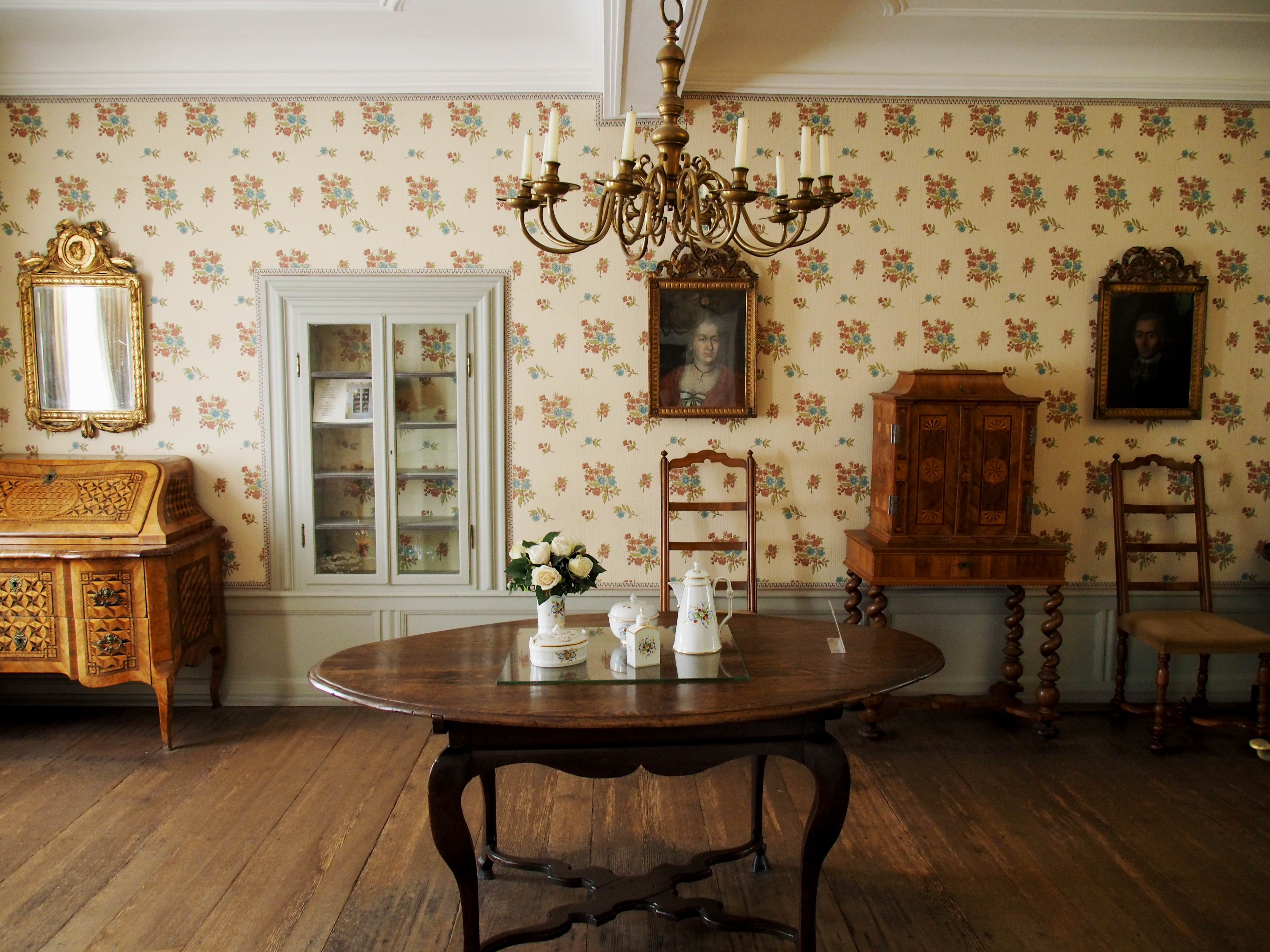
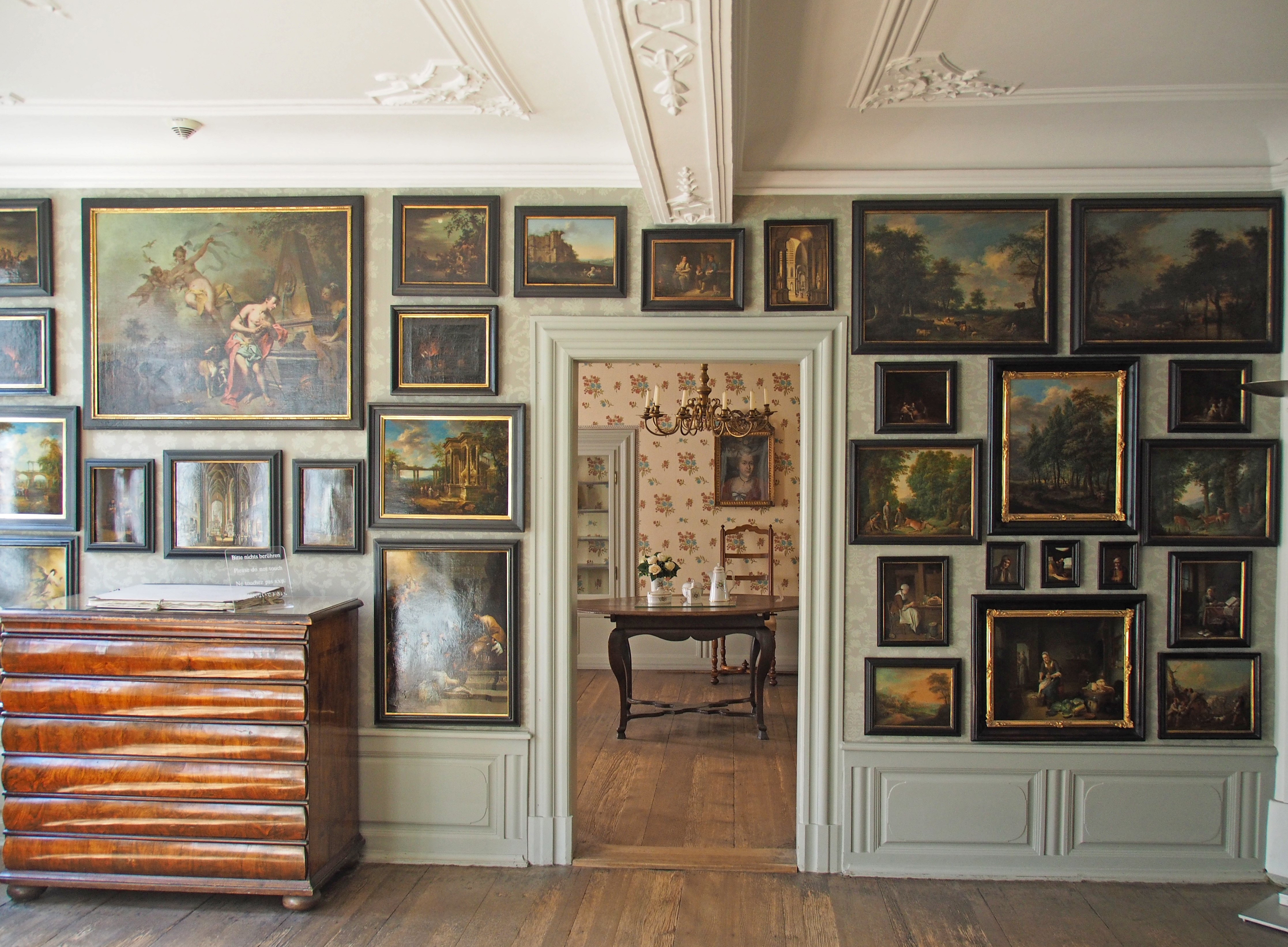
Bildergalerie
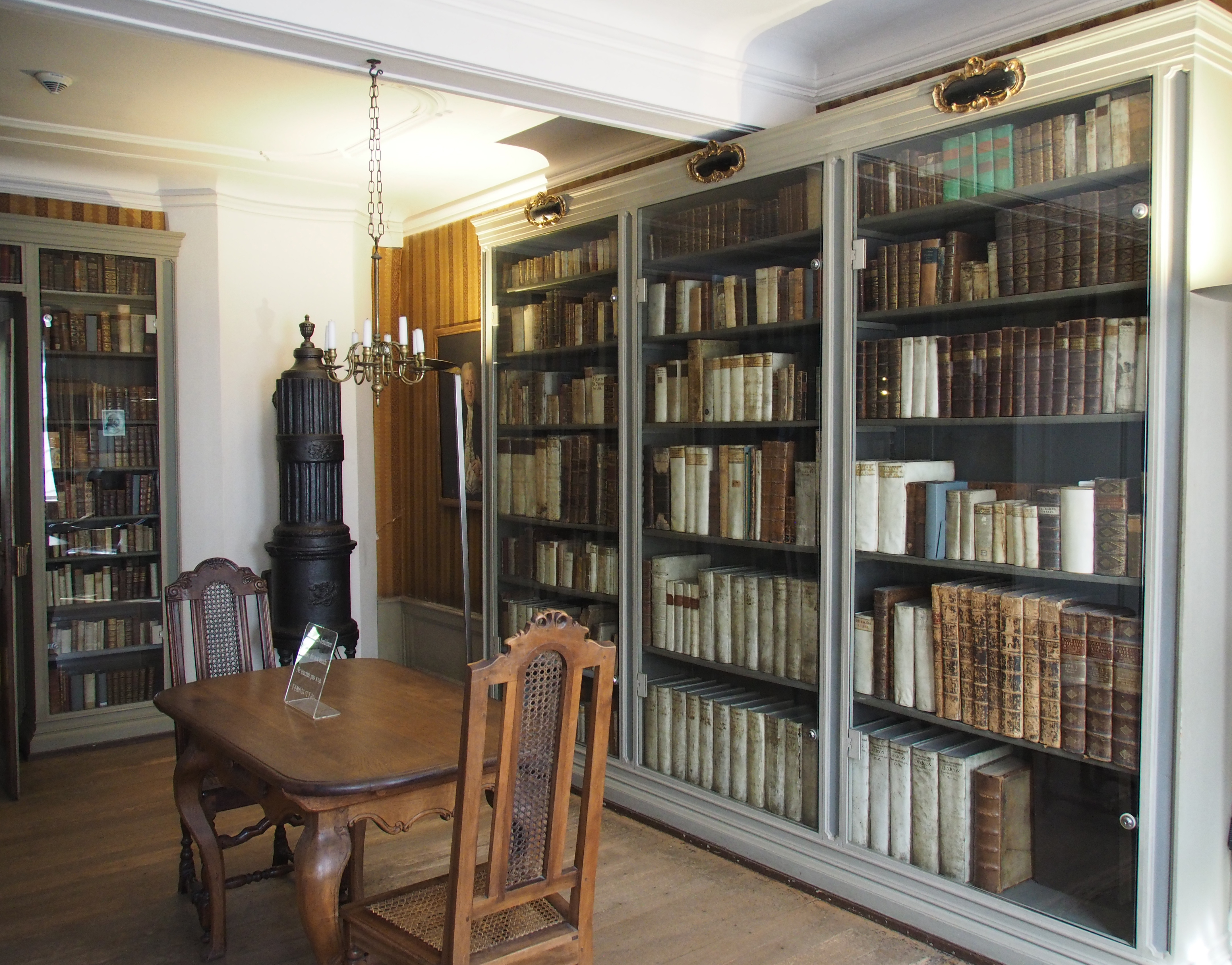
Bücherschrank

### Deutsches Romantik-Museum
Das Goethe-Haus gehört zum Freien Deutschen Hochstift. Damit verbunden ist auch das Goethe-Museum, eine Gemäldegalerie der Goethezeit. Es wurde 2021 in das Deutsche Romantik-Museum integriert, das 2016–2021 auf dem Nachbargrundstück entstand. Der moderne Museumsanbau ist Teil des städtebaulichen Projekts Goethehöfe, das auch die Modernisierung des Cantate-Saals als neue Spielstätte der Fliegenden Volksbühne sowie den Bau von Wohnungen und eines Cafés um einen gemeinsamen Innenhof umfasst.

Auswahl von Gemälden im Goethe-Museum
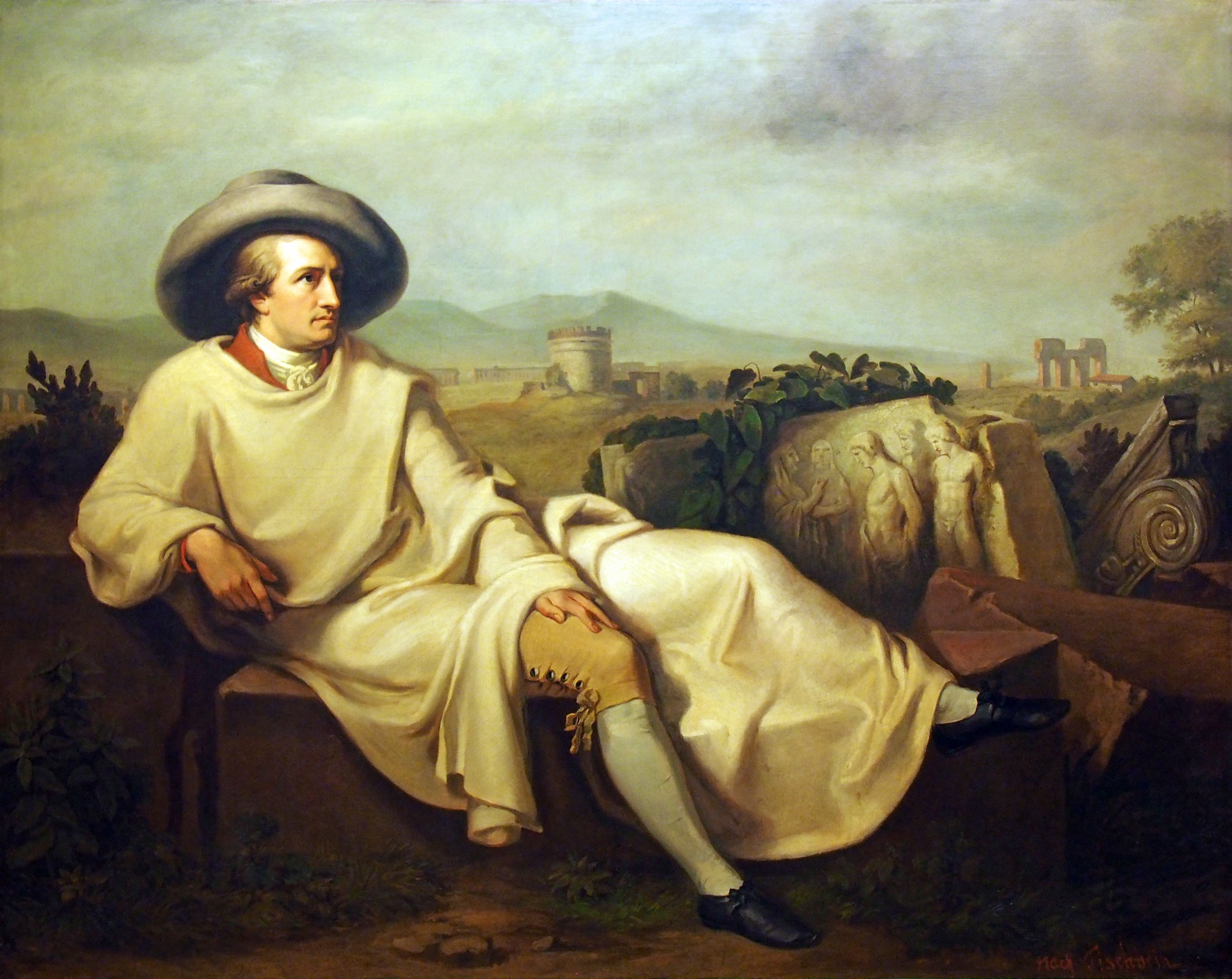
Goethe in der Campagna di Roma, Gemälde von Karl Bennert, nach J. H. W. Tischbein
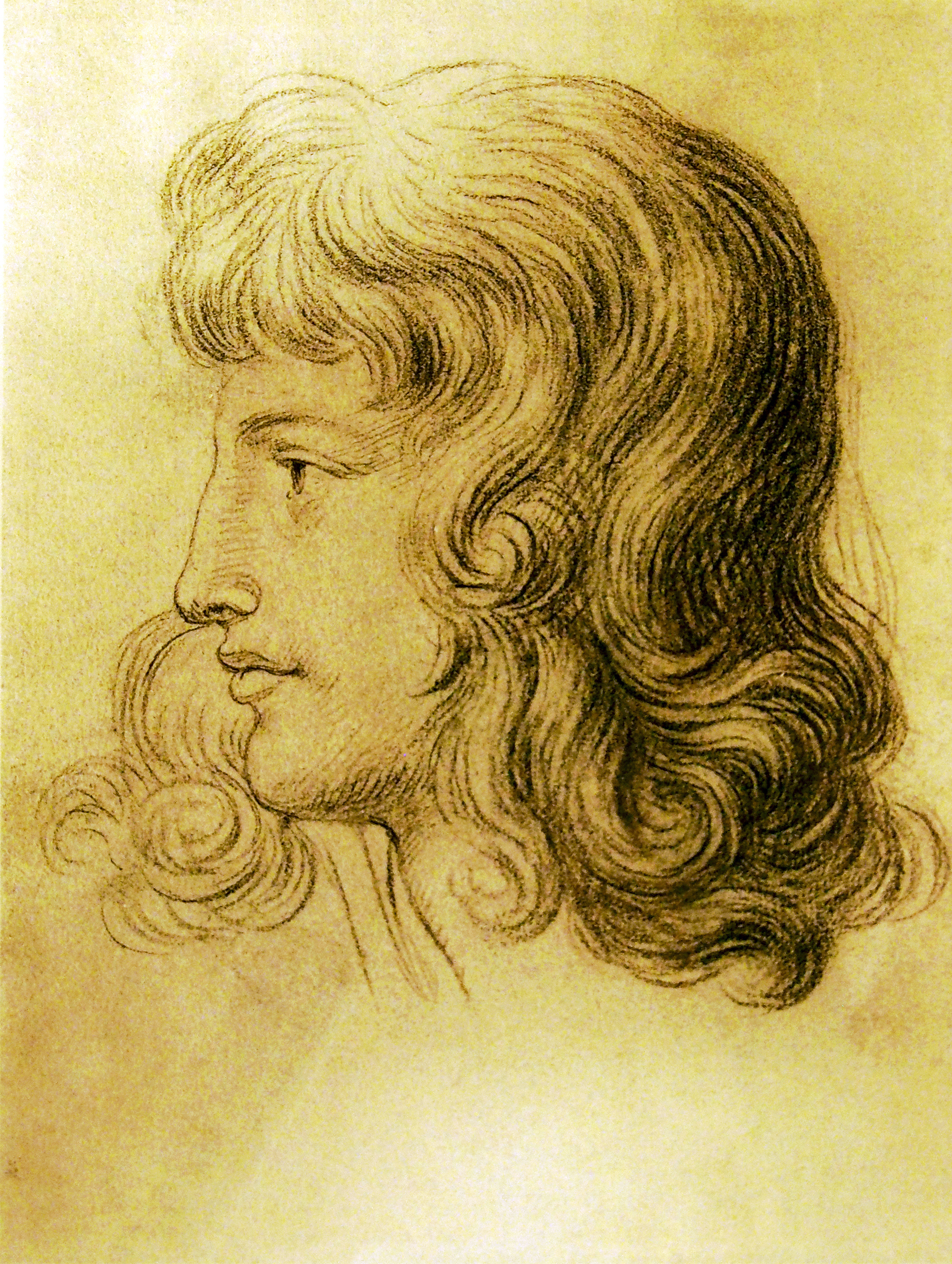
Christiane Vulpius, Porträtzeichnung von J. W. von Goethe
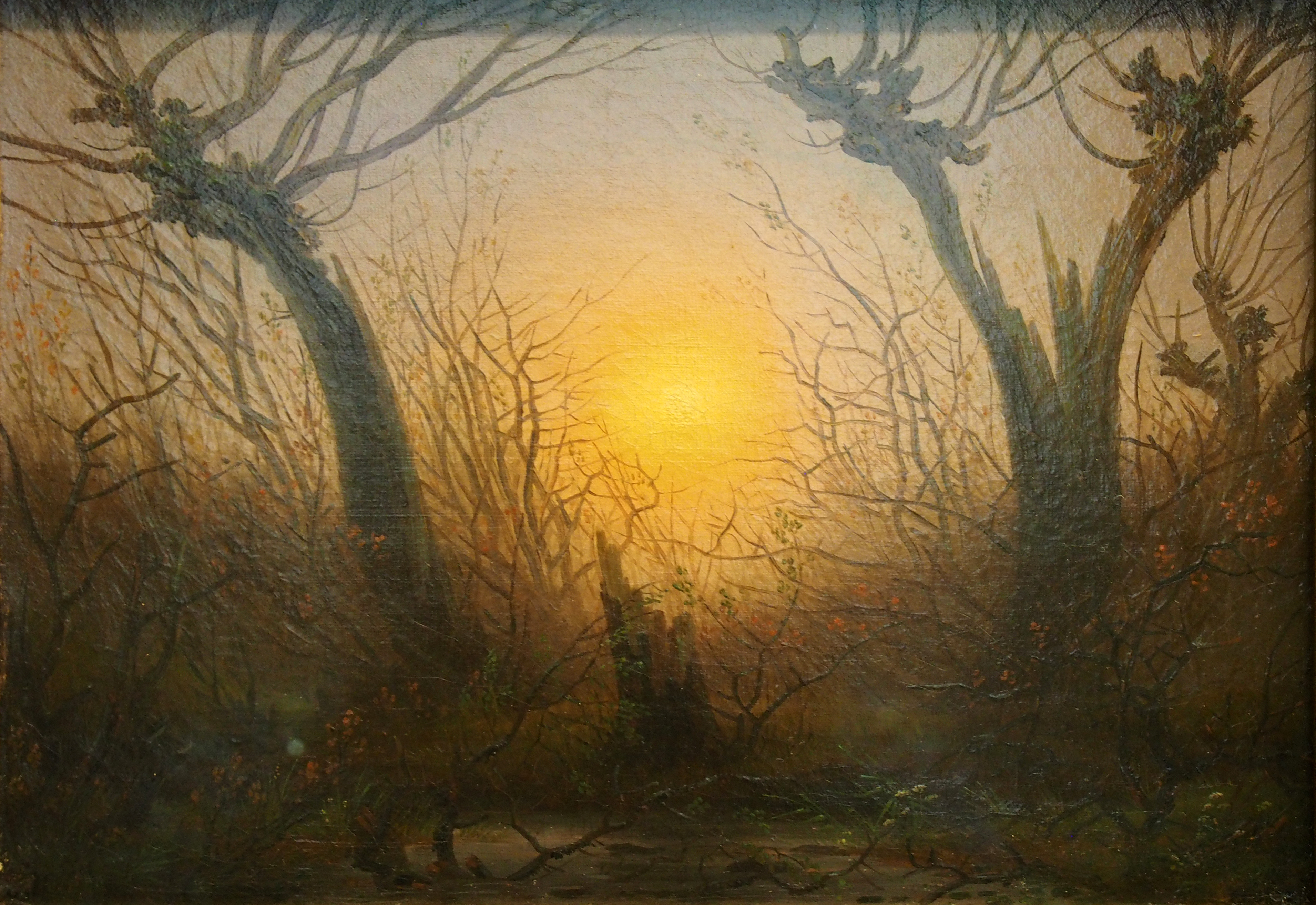
Weidengebüsch bei tiefstehender Sonne, von Caspar David Friedrich
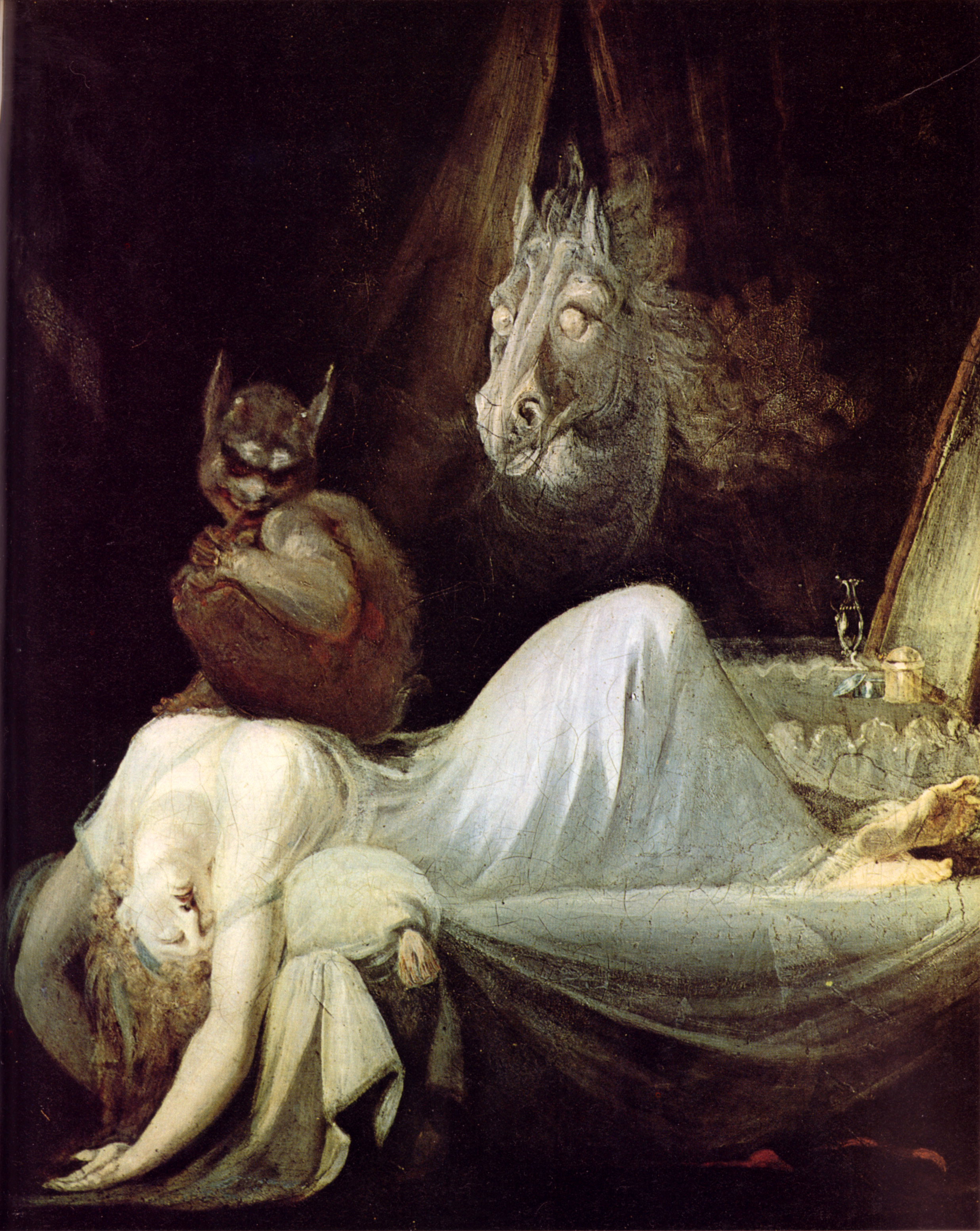
Nachtmahr, von Johann Heinrich Füssli

## Anekdotisches
Laut einer Alt-Frankfurter Anekdote interessieren sich echte Frankfurter nicht für das Goethe-Haus. Als Beleg dient die Erzählung vom sterbenden Frankfurter, der auf dem Totenbett noch ein Stoßgebet zum Himmel schicke: Liewer Gott, lass misch noch leewe – isch geh derr aach ins Geede-Haus! („Lieber Gott, lass mich noch leben – ich gehe dann auch ins Goethe-Haus“).

## Ausstellungen
- 2014: Verwandlung der Welt. Die romantische Arabeske. Katalog.[6]
- 2015: Unboxing Goethe.[7]

## Galerie

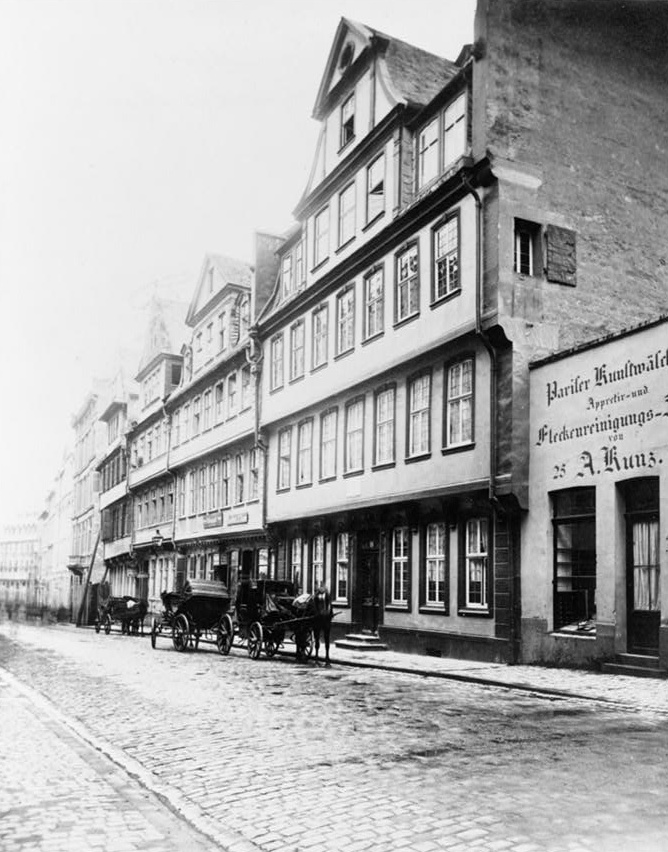
Das Goethehaus in der Mitte des 19. Jahrhunderts
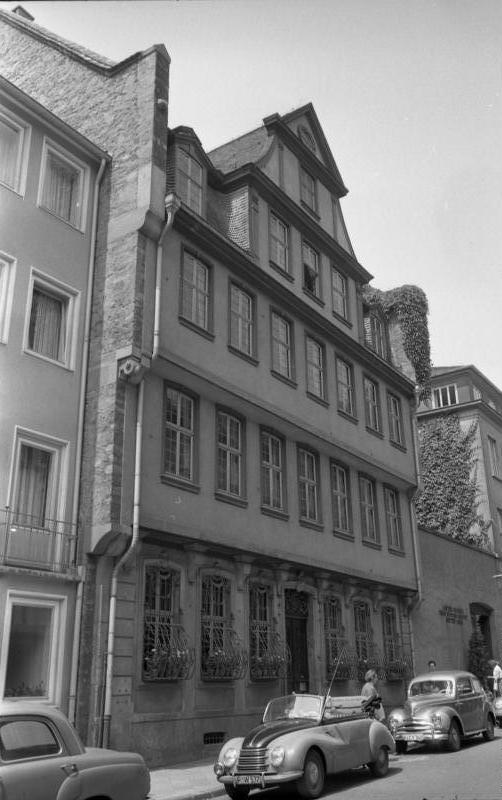
1958
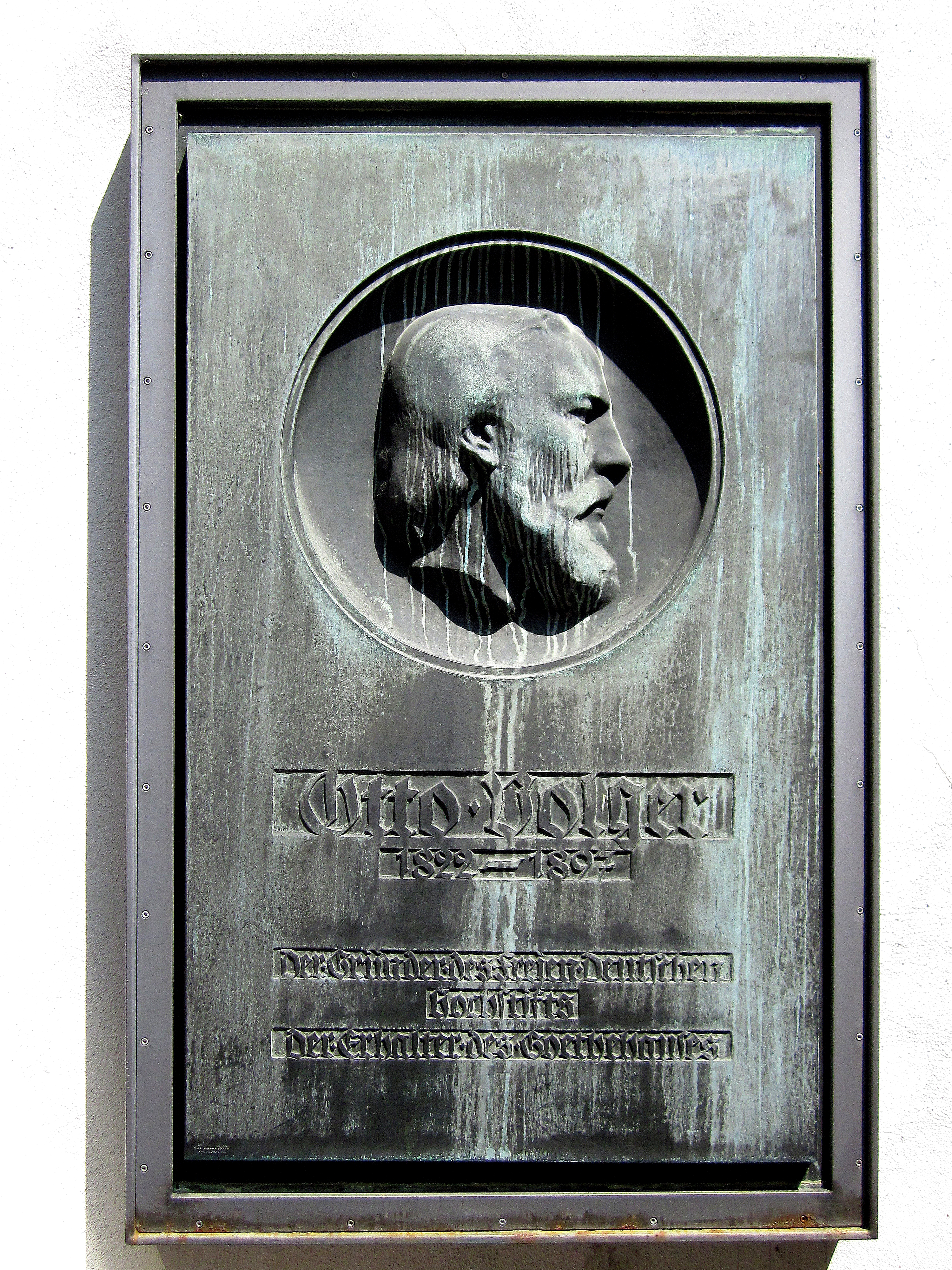
Gedenktafel für Otto Volger
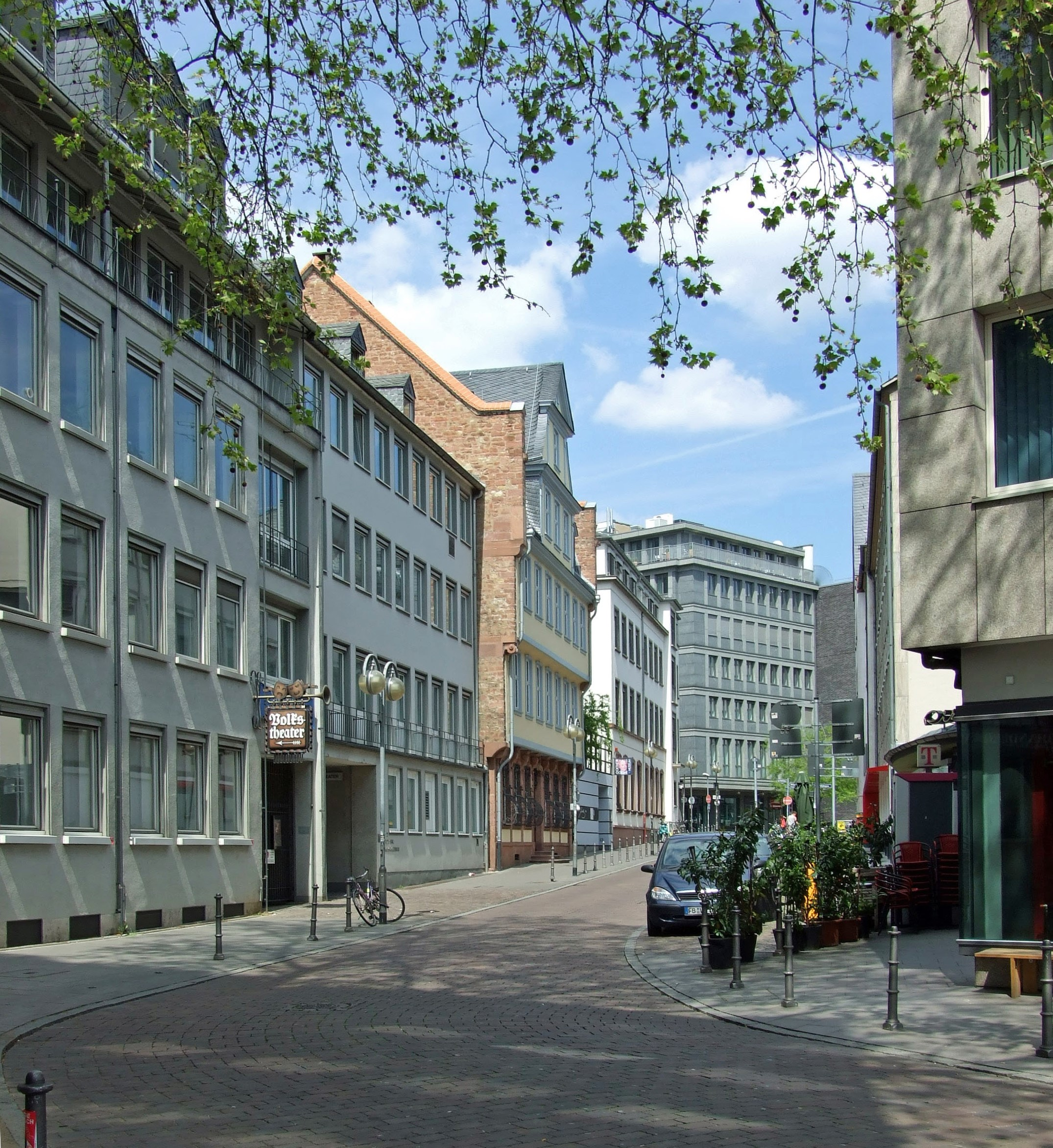
Der Große Hirschgraben
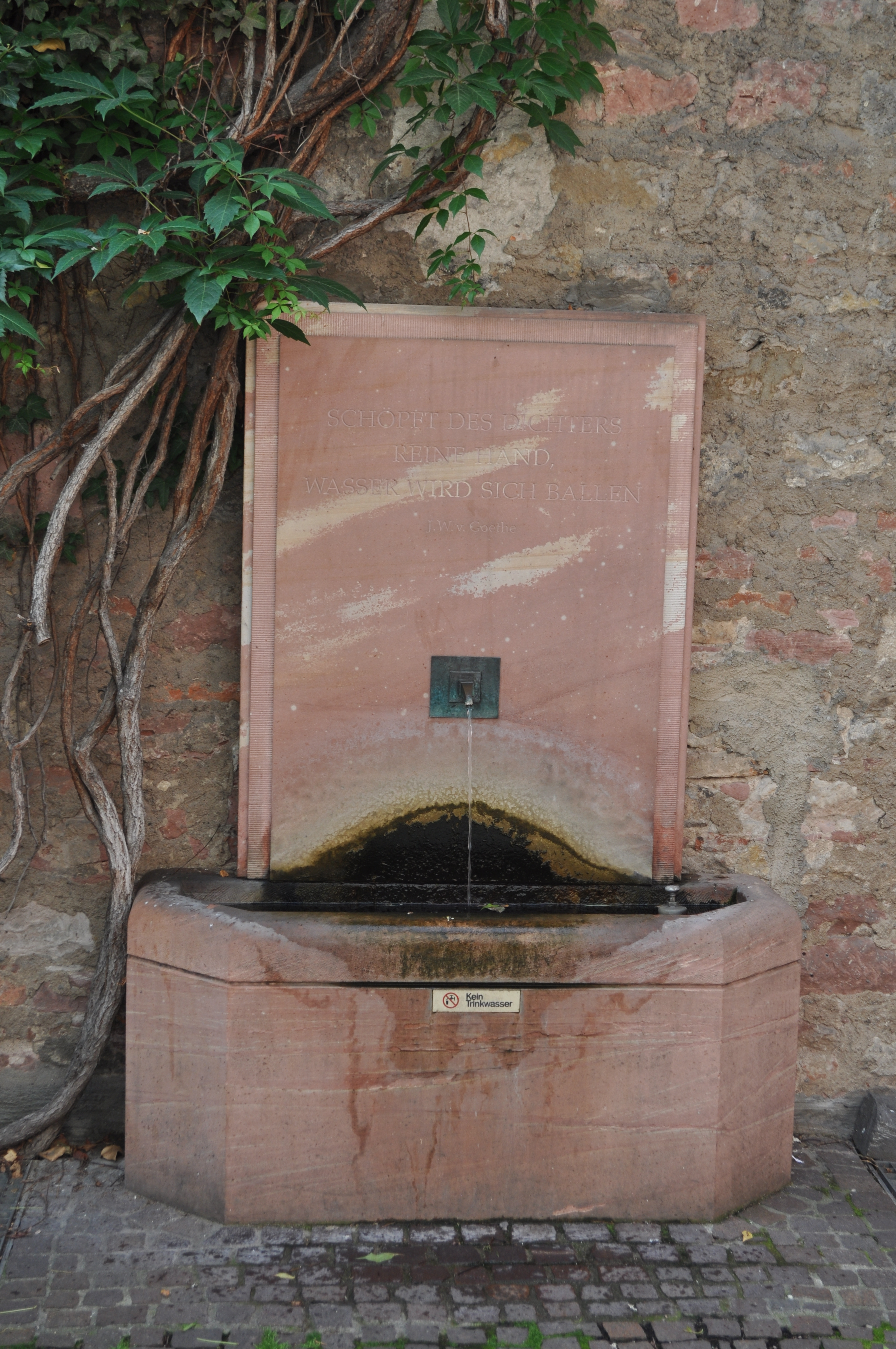
Der Goethe-Brunnen